# Ogygopsis
Ogygopsis es un género de trilobites del Cámbrico de la Antártida y América del Norte, proveniente de las lutitas de Burgess Shale. Es el más común de los fósiles entre los estratos fósiles del monte Stephen, pero poco frecuente en otras faunas del Cámbrico. Sus principales características son un prominente arco superciliar con los cantos de los ojos, falta de espinas pleurales, un gran pigidio sin espinas y casi tan largo como el tórax o Céfalon, y su longitud de hasta 12 centímetros.